# Красногвардійський район (АР Крим)

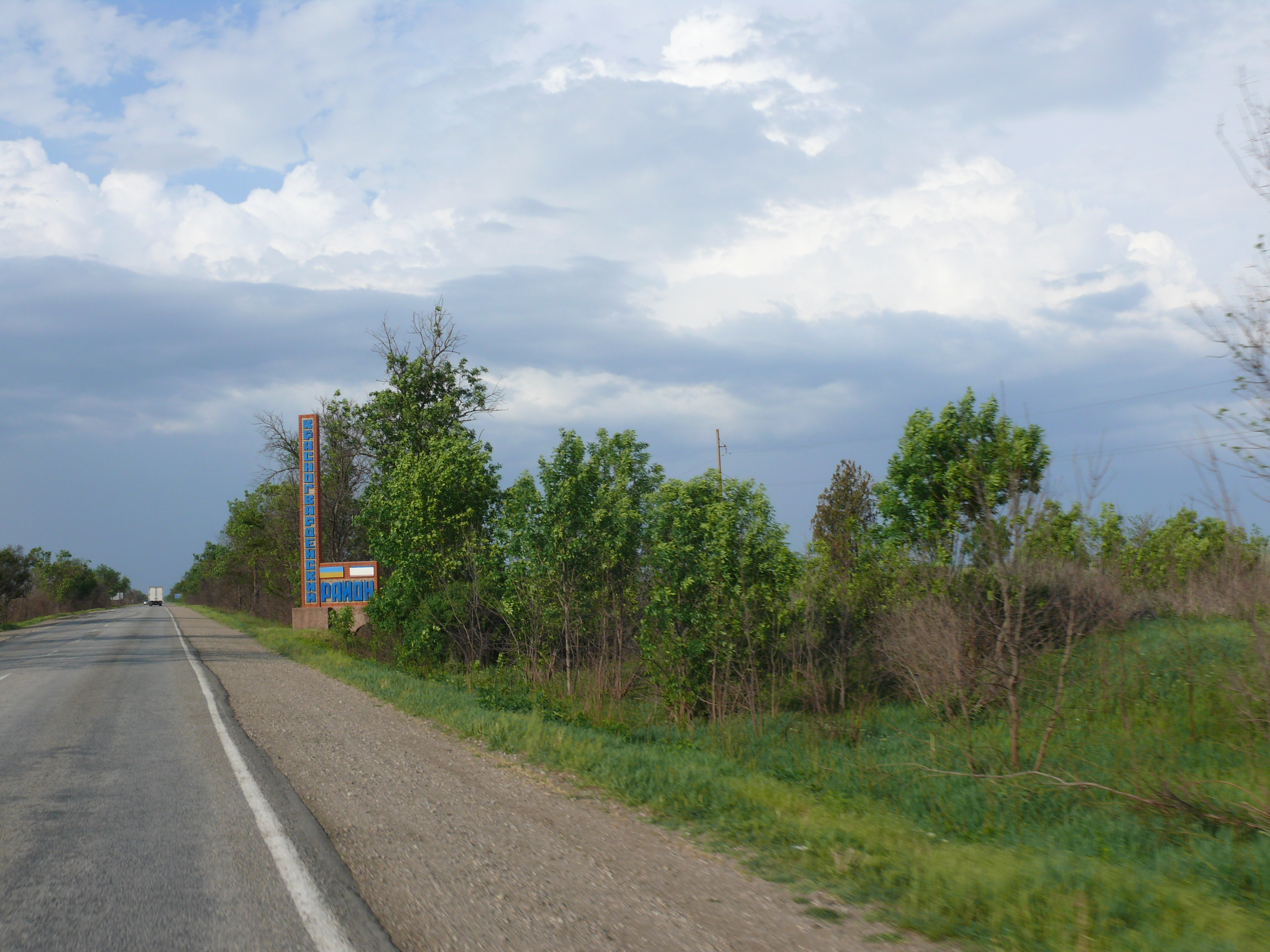
Стела на в'їзді в район

Курманський райо́н (рос. Красногвардейский район, крим. Qurman rayonı) — колишній район, що розташовувався у центральній частині Автономної Республіки Крим, зараз у складі нового Курманського району.
12 травня 2016 року Верховна Рада України перейменувала «Красногвардійський район» на «Курманський». Постанова про перейменування набере чинності після повернення тимчасово окупованої території Автономної Республіки Крим та міста Севастополя під загальну юрисдикцію України.

## Загальні відомості
Населення — 97 тис. чоловік, з яких 58% — росіяни, 24,9% — українці, 16,6% — кримські татари та інші.
З 1935 р. — Тельманський район, з 1944 — Красногвардійський район, в 1962 р. — об'єднаний з Октябрським районом.
Території району перетинають річки Салгир і Бурульча.
Корисні копалини: вапняки, щебінь.

## Історія
Поселення Курман-Кемельчи, що розташовувалося на території сучасного смт. Курман, згадується в «Списках населених пунктів Російської імперії» в 1865 році.
У 1874–1875 роках поряд з Курман-Кемельчи була проведена Лозово-Севастопольська залізниця, побудована станція, після чого населений пункт став швидко розростатися. На початку 60-х рр. XIX ст. село Курман-Кемельчи входило до складу Перекопського повіту. Значна частина сіл району виникла в 50-70-ті рр. XIX ст.
У 1918 р. в районі була встановлена радянська влада.
З 1921 рр. Курман-Кемельчи став центром Курманського району, в тому ж році селище Біюк-Онлар стало центром Біюк-Онларського району (у 1924 р. район був розформований, село увійшло до складу Сарабузького, а з 1926 р. — у складі Сімферопольського району, в 1930–1962 — центр Біюк-Онларського району).
У 1941 р. в ході Другої світової війни територію району окупували німецькі війська. Тут діяли партизанські загони, підпільні центри. У 1944 р. район було відвойований радянськими військами.
1954 року у складі Кримської області був приєднаний до Української РСР. У 1961 р. — територією району пройшов Північнокримський канал.
З 1991 року — у складі незалежної України.
У березні 2014 року анексований Російською Федерацією.

## Адміністративно-територіальний устрій
Район поділяється на 2 селищні ради та 18 сільських рад, які підпорядковані Красногвардійській районній раді та об'єднують 85 населених пунктів.

## Економіка
Зараз в економіці району провідне місце займає сільськогосподарське виробництво.
Працюють 34 колективних сільськогосподарських підприємства, Державна сільськогосподарська дослідницька станція, 147 фермерських господарств.
Основні підприємства:
- завод продтоварів,
- Октябрський винзавод,
- Краснопартизанський винзавод,
- ВАТП «Красноногвардійський маслозавод»,
- Урожайненський комбінат хлібопродуктів,
- Елеваторний комбінат хлібопродуктів,
- хлібокомбінат.

## Транспорт
Територією району проходить автошлях E105.

## Населення
Розподіл населення за віком та статтю (2001)
| Стать | Всього | До 15 років | 15-24 | 25-44  | 45-64  | 65-85 | Понад 85 |
| --- | ------ | ----------- | ----- | ------ | ------ | ----- | -------- |
| Чоловіки | 43 656 | 8712        | 7240  | 13 092 | 10 764 | 3745  | 103      |
| Жінки | 50 125 | 8400        | 7051  | 13 949 | 13 347 | 6956  | 422      |
| \| Статево-вікова піраміда \| Статево-вікова піраміда \| Статево-вікова піраміда \| \| ----------------------- \| ----------------------- \| ----------------------- \| \| Чоловіки \| Вік \| Жінки \| \| 103 \| 85 + \| 422 \| \| 183 \| 80-84 \| 595 \| \| 568 \| 75-79 \| 1609 \| \| 1307 \| 70-74 \| 2393 \| \| 1687 \| 65-69 \| 2359 \| \| 2721 \| 60-64 \| 3816 \| \| 1659 \| 55-59 \| 2250 \| \| 2779 \| 50-54 \| 3406 \| \| 3605 \| 45-49 \| 3875 \| \| 3705 \| 40-44 \| 4080 \| \| 3385 \| 35-39 \| 3715 \| \| 2886 \| 30-34 \| 3039 \| \| 3116 \| 25-29 \| 3115 \| \| 3315 \| 20-24 \| 3232 \| \| 3925 \| 15-20 \| 3819 \| \| 3965 \| 10-14 \| 3818 \| \| 2747 \| 5-9 \| 2643 \| \| 2000 \| 0-4 \| 1939 \| |        |             |       |        |        |       |          |
| Статево-вікова піраміда |        |             |       |        |        |       |          |
| Чоловіки | Вік    | Жінки       |       |        |        |       |          |
| 103 | 85 +   | 422         |       |        |        |       |          |
| 183 | 80-84  | 595         |       |        |        |       |          |
| 568 | 75-79  | 1609        |       |        |        |       |          |
| 1307 | 70-74  | 2393        |       |        |        |       |          |
| 1687 | 65-69  | 2359        |       |        |        |       |          |
| 2721 | 60-64  | 3816        |       |        |        |       |          |
| 1659 | 55-59  | 2250        |       |        |        |       |          |
| 2779 | 50-54  | 3406        |       |        |        |       |          |
| 3605 | 45-49  | 3875        |       |        |        |       |          |
| 3705 | 40-44  | 4080        |       |        |        |       |          |
| 3385 | 35-39  | 3715        |       |        |        |       |          |
| 2886 | 30-34  | 3039        |       |        |        |       |          |
| 3116 | 25-29  | 3115        |       |        |        |       |          |
| 3315 | 20-24  | 3232        |       |        |        |       |          |
| 3925 | 15-20  | 3819        |       |        |        |       |          |
| 3965 | 10-14  | 3818        |       |        |        |       |          |
| 2747 | 5-9    | 2643        |       |        |        |       |          |
| 2000 | 0-4    | 1939        |       |        |        |       |          |

Національний склад населення району за переписом 2001 р. та 2014 р. 
|                 | 2001        | 2001      | 2014        | 2014      |
|                 | чисельність | частка, % | чисельність | частка, % |
| --------------- | ----------- | --------- | ----------- | --------- |
| росіяни         | 45 666      | 48,7      | 44 326      | 53,3      |
| українці        | 25 563      | 27,3      | 15 514      | 18,7      |
| кримські татари | 15 619      | 16,7      | 16 848      | 20,3      |
| білоруси        | 2 059       | 2,2       | 1 171       | 1,4       |
| татари          | 1 061       | 1,1       | 936         | 1,1       |
| вірмени         | 399         | 0,4       | 383         | 0,5       |
| корейці         | 309         | 0,3       | 259         | 0,3       |
| цигани          | 253         | 0,3       | 410         | 0,5       |
| німці           | 218         | 0,2       | 91          | 0,1       |
| узбеки          | 218         | 0,2       | 237         | 0,3       |
| поляки          | 190         | 0,2       | 97          | 0,1       |
| азербайджанці   | 176         | 0,2       | 192         | 0,2       |

Етномовний склад району (рідні мови населення за переписом 2001 р.)
|                            | російська | кримсько татарська | українська | білоруська | вірменська |
| Курманський район          | 69,4      | 15,4               | 11,9       | 0,4        | 0,2        |
| -------------------------- | --------- | ------------------ | ---------- | ---------- | ---------- |
| смт Курман                 | 77,8      | 11,9               | 8,8        | 0,3        | 0,3        |
| смт Біюк-Онлар             | 71,1      | 18,2               | 5,3        | 0,1        | 0,1        |
| Олександрівська сільрада   | 68,8      | 14,3               | 14,0       | 0,8        | 0,4        |
| Амурська сільрада          | 53,6      | 31,8               | 10,9       | 0,4        | 0,2        |
| Восходненська сільрада     | 77,1      | 3,7                | 13,4       | 0,7        | 0,1        |
| Зернівська сільрада        | 64,7      | 21,9               | 11,5       | 0,4        | 0,6        |
| Калінінська сільрада       | 61,3      | 16,8               | 20,0       | 1,1        |            |
| Клепинінська сільрада      | 74,8      | 10,9               | 11,6       | 0,2        |            |
| Колодязянська сільрада     | 61,0      | 24,2               | 12,8       | 0,7        |            |
| Котельниківська сільрада   | 66,8      | 10,8               | 19,4       | 0,3        | 1,7        |
| Краснознам'янська сільрада | 53,0      | 32,7               | 13,0       | 0,1        | 0,2        |
| Ленінська сільрада         | 69,5      | 12,8               | 15,0       | 0,2        |            |
| Мар'янівська сільрада      | 62,7      | 14,9               | 19,4       | 0,8        | 0,1        |
| Найдьонівська сільрада     | 65,3      | 19,0               | 14,7       | 0,2        |            |
| Новопокровська сільрада    | 58,0      | 24,6               | 12,6       | 0,6        |            |
| Петрівська сільрада        | 75,2      | 9,3                | 12,6       | 0,4        | 0,2        |
| Полтавська сільрада        | 72,2      | 9,2                | 16,6       | 0,2        | 0,3        |
| П'ятихатська сільрада      | 68,7      | 14,7               | 11,8       | 0,4        | 0,8        |
| Рівнівська сільрада        | 52,7      | 33,6               | 10,8       | 0,4        | 0,2        |
| Янтарненська сільрада      | 80,3      | 6,9                | 12,0       | 0,3        | 0,2        |

## Соціальна сфера
У Курманському районі працюють 35 загальноосвітніх шкіл, професійно-технічне училище; районний Будинок культури, 36 клубів, 52 бібліотеки, 5 школа естетичного виховання, ДЮСШ, спортивне суспільство; 2 лікарні, 12 амбулаторій, 49 фельдшерсько-акушерських пунктів, санаторій-профілакторій. Діють 2 історико-революційних музеї, краєзнавчий музей, 3 кімнати бойової слави. Працюють філіали трьох банків. У районі функціонують 39 релігійних общин. У районі створений ландшафтний заповідник.

## Пам'ятки
У Курманському районі Криму нараховується 57 пам'яток історії, всі — місцевого значення.
Пам'ятки археології: курган V–IV ст. до н. е., «кам'яні баби», курган XI–XIII ст.
На території району встановлений меморіал і 35 пам'ятників воїнам, які загинули в роки Другої світової війни.